# Kei Dullah
Kei Dullah  (Kei Dulah) ist eine Insel der Kei-Inseln im Archipel der Molukken. An der Westküste liegt Tual, der Hauptort des Archipels.

## Geographie
Kei Dullah ist die drittgrößte der Kei-Inseln und liegt im Osten des Archipels zwischen den größeren Kei Kecil im Westen und Kei Besar im Osten, jenseits der Nerongstraße.
Kei Dullah ist administrativ Teil der autonomen Stadt Tual (Kota Tual), zu der auch die kleineren Inseln zwischen Kei Kecil und Kei Dullah und nordwestlich von Kei Dullah gehören. Dabei teilt sich Kei Dullah in die zwei Subdistrikte (Kecamatan) Pulau Dullah Selatan (Süd-Tual) und Pulau Dullah Utara (Nord-Tual). Kota Tual ist Teil der Provinz Maluku und Verwaltungssitz des Regierungsbezirks (Kabupaten) Südostmolukken (Maluku Tenggara).
Kei Dullah ist, im Gegensatz zu den meisten anderen Inseln des Archipels, flach und weitgehend abgeholzt.

## Einwohner

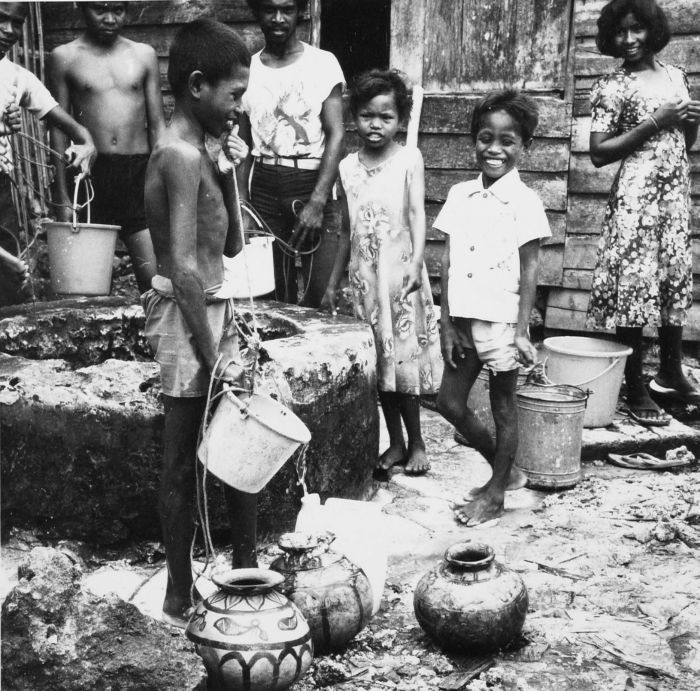
Kinder auf dem Markt von Tual (1981)

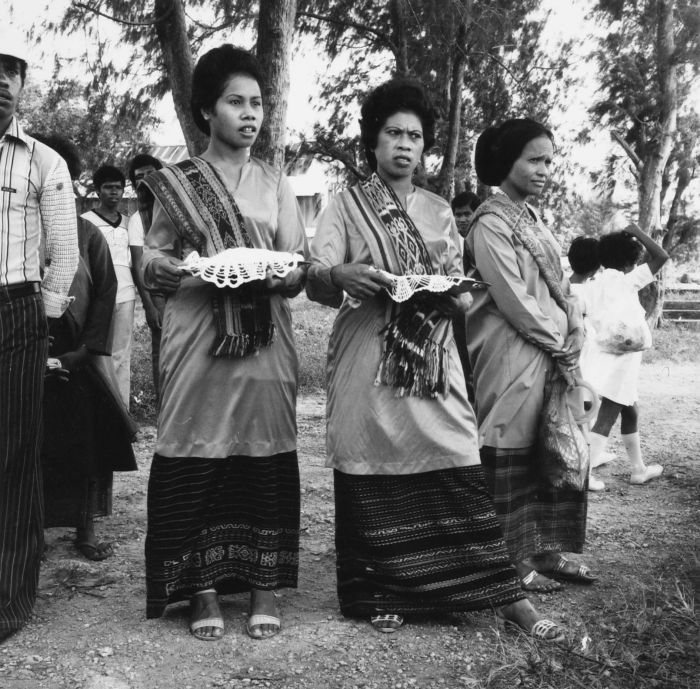
Frauen in traditioneller Tracht (1981)

Die einheimische Bevölkerung besteht aus Melanesiern, zu denen sich malaiische Ethnien gesellten und zu einer Ethnie verschmolzen, wobei sie aber in Kasten getrennt blieben. Daneben gibt es javanische Beamten und Soldaten in Tual. Land gehört meistens der Dorfgemeinschaft und Ackerflächen demjenigen, der es bewirtschaftet. Die Einwohner von Kei Dullah sprechen traditionell die austronesische Sprache Kei (Saumlaki, Veveu Evav). Die Bevölkerung ist mehrheitlich römisch-katholischen Glaubens, zum Teil auch muslimisch. Tual ist das Zentrum der Muslime auf den Kei-Inseln.

## Geschichte
1888 wurde in Tual die erste katholische Mission des Archipels gegründet, die 1890 in das benachbarte Langgur auf Kei Kecil verlegt wurde.
Im Januar 1999 kam es auf Ambon zu Zusammenstößen zwischen Christen und Muslimen auf Ambon, die zu über 5.000 Tote und 500.000 Flüchtlinge führte. Der interreligiöse Konflikt breitete sich auch auf andere Inseln der Zentralmolukken aus, wie Seram, Buru, Tanimbar und auch den Kei-Inseln, wo man aufgrund des bisher harmonischen Zusammenlebens der Religionen nicht damit gerechnet hatte. Am 29. März schrieb aber ein 16-jähriger Jugendlicher Schmähsätze auf die Wände einer Moschee in Tual. Der Junge behauptete später, er hätte damit auf jesusfeindliche Graffiti reagiert. Muslimische Demonstranten forderten eine Aufklärung und Bestrafung des Täters, doch weil er unter 17 Jahre alt war, ließ ihn die Polizei nach einer Verwarnung laufen. In der Nacht darauf wurden Barrikaden errichtet und Jugendbanden griffen sich in Tual und Faan (ein christlicher Vorort auf Kei Kecil, südlich von Langgur) gegenseitig mit Macheten, Speeren, Pfeil und Bogen, Bambuskanonen und Molotowcocktails an. Die Muslime mit weißen Stirnbändern, die Christen mit roten. Am zweiten Tag breiteten sich die Unruhen auf Kei Besar aus. Erst im Juni endeten die Unruhen. Insgesamt wurden auf den Kei-Inseln 200 Menschen, 30.000 Menschen (ein Viertel der Gesamtbevölkerung der Kei-Inseln) waren auf der Flucht und 4.000 Gebäude wurden zerstört. In den Flüchtlingslagern forderten Malaria und andere Krankheiten weitere Opfer.

## Wirtschaft
Tual ist der Haupthafen der Kei-Inseln, der Flughafen liegt bei der Nachbarstadt Langgur.